# Pechipogo strigilata
Pechipogo strigilata là một loài bướm đêm trong họ Noctuidae.

## Hình ảnh

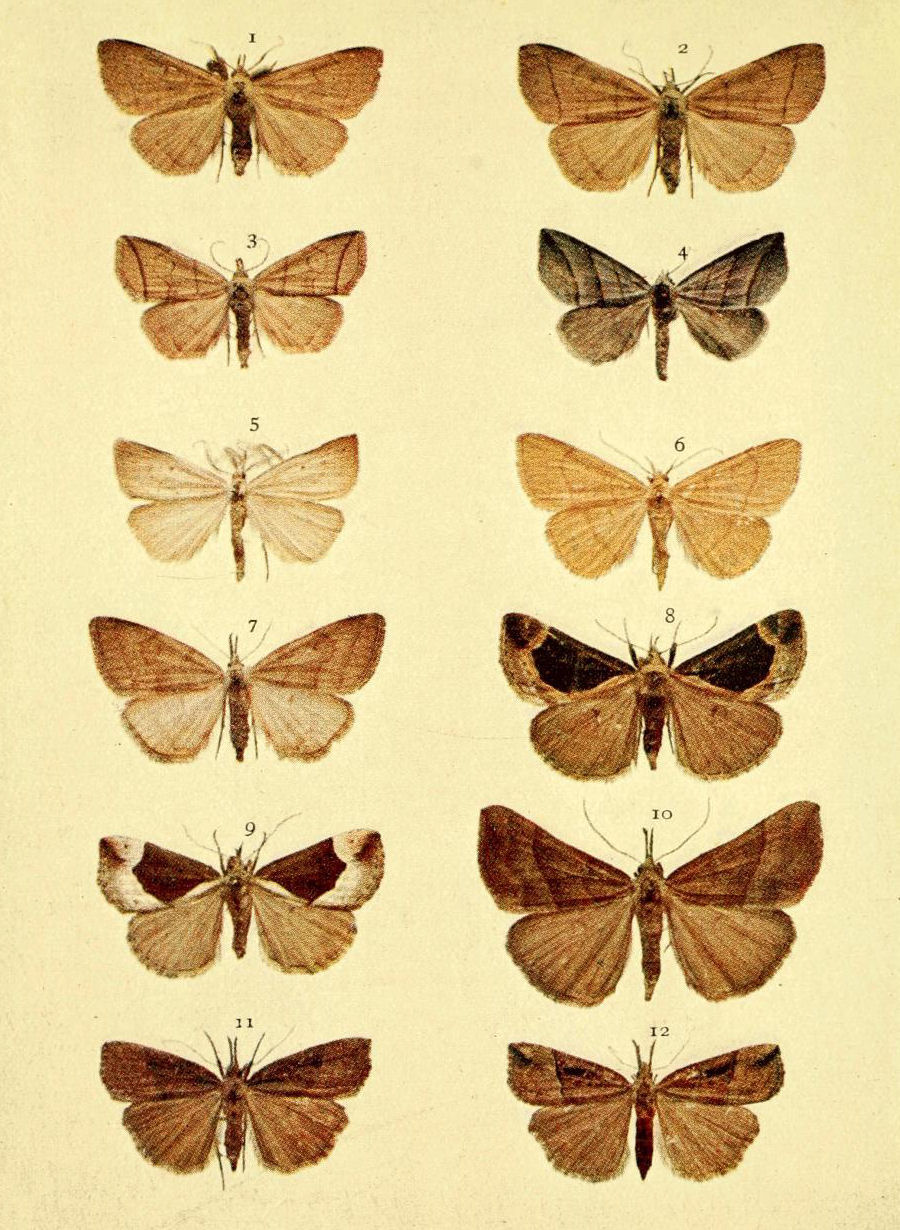
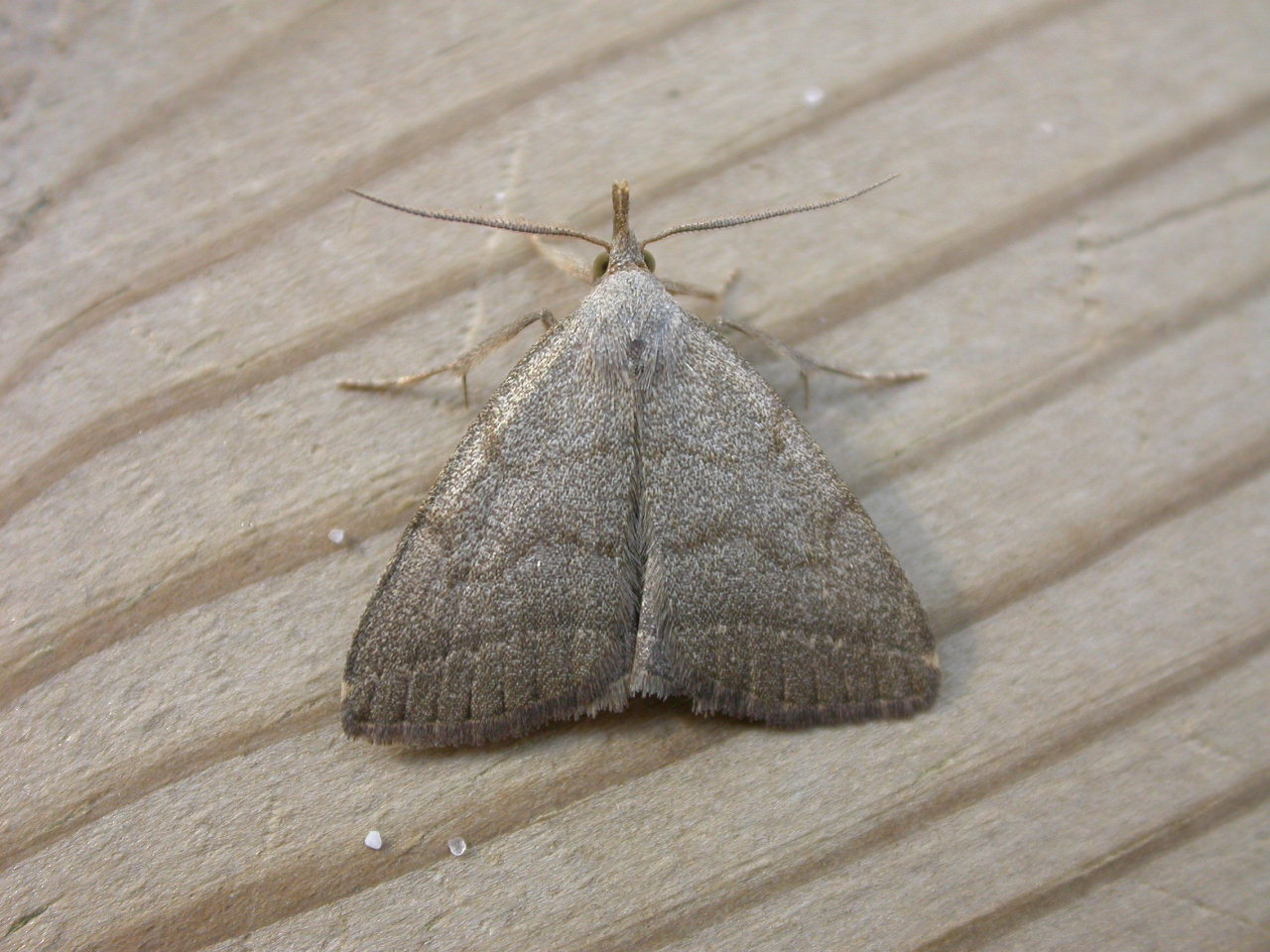
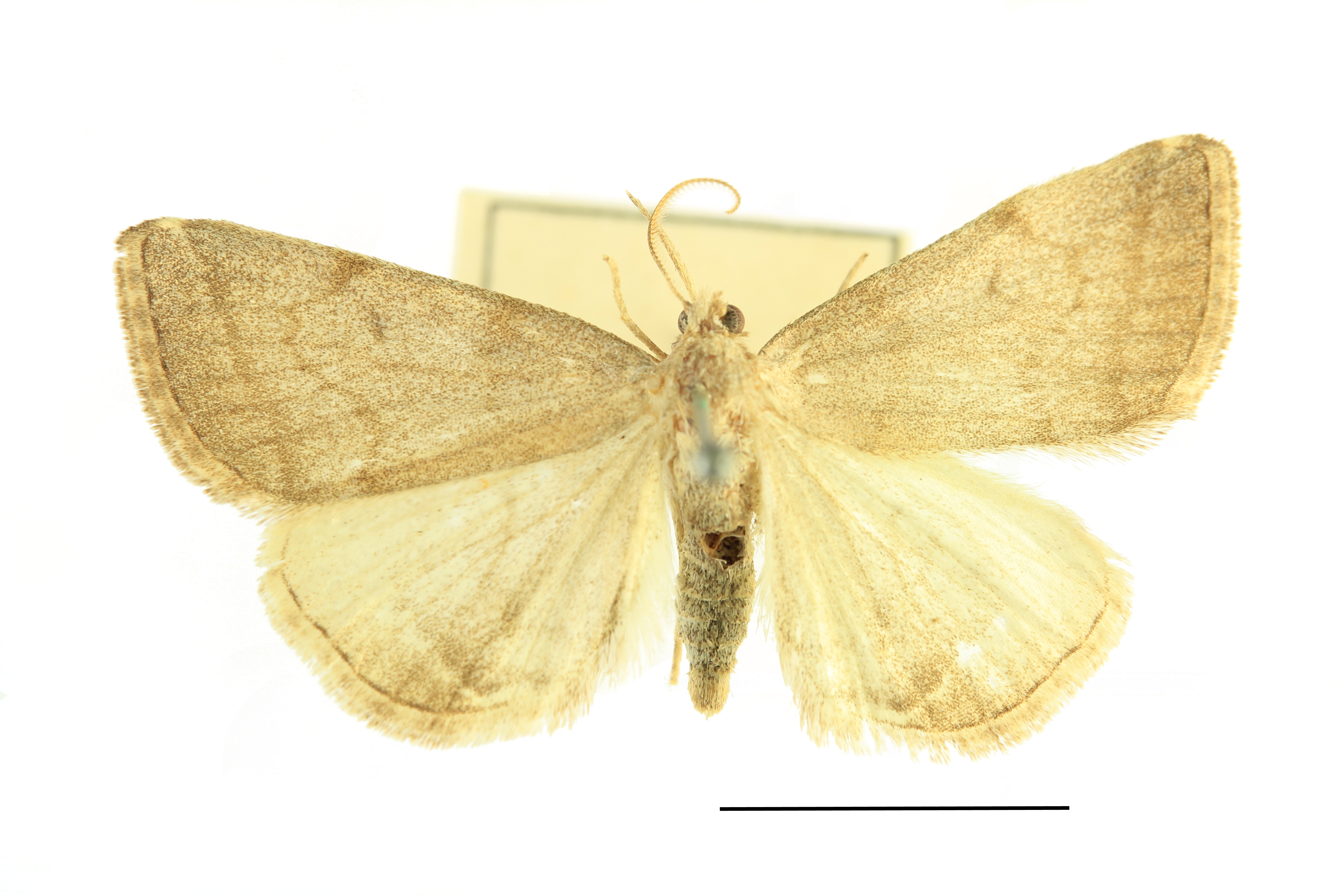